# GSG Aarschot
GSG Aarschot is een basketbalploeg uit de Belgische stad Aarschot.

## Geschiedenis
De geschiedenis van de club begon in 1954 toen Rimelago Basket Aarschot werd opgericht. Aanvankelijk startte Rimelago in vierde provinciale. De Aarschotse club promoveerde in een tijdpsanne van 25 jaar tot een eerste klasse club. Tijdens haar meest succesvolle periode in de jaren 70 werd Rimelago zes jaar lang niet één keer verslagen in eigen zaal. Uiteindelijk maakte rechtstreekse concurrent Perron Luik, met de Canadees Robinson, een einde aan dit record. In het begin van de jaren 80 werd de club omgedoopt tot Toptours Aarschot.
Toptours Aarschot met zijn sterspelers Tom Kropp en de nog steeds in Aarschot wonende Iba Sisokko was in de jaren 80 een subtopper in het Belgische basketbal. Elke thuiswedstrijd werd bijgewoond door ongeveer 2000 toeschouwers.
Het waren woelige jaren, waarin grote successen afgewisseld werden met dramatische periodes. In 1995 ging de club met het stamnummer 797 immers in faling. 
In 2005 kwam er uiteindelijk een fusie tussen het in een lagere provinciale afdeling spelende Gele Ster uit de Aarschotse deelgemeente Gelrode en BBC Aarschot. Sindsdien telt de vereniging weer ruim 300 actieve leden en is het Aarschotse basketgebeuren weer in de hogere nationale ranglijsten aanwezig.
In 2023 telt GSG Aarschot 270 spelers, waarvan 210 jeugdspelers en 60 seniorspelers. De club telt 21 teams. De belangrijkste doelstelling van de club is de jeugdopleiding en het geven van kansen aan jonge spelers. In 2019 werd ex-international Odell Hodge aangesteld om de jeugdwerking verder uit te bouwen. Hij is tevens sportief manager van de club.

### Verloop doorheen de jaren
- 1973: Arthur Foote wordt eerste Amerikaanse speler
- 1979: 25-jarig bestaan gevierd met de promotie naar eerste klasse
- 1982: Finale verloren van play-offs en beker tegen Oostende
- 1984: Eerste Europese wedstrijd tegen PAOK Saloniki
- 1986: Degradatie naar tweede klasse
- 1994: Viering 40-jarig bestaan en terugkeer naar eerste klasse
- 1995: Faling van stamnummer 797
- 2005: Fusie tussen BBC Aarschot en GS Gelrode
- 2007: GSG Aarschot promoveert naar landelijke
- 2012: GSG Aarschot promoveert naar nationale
- 2023: Herenteams in Top Division 2, 2de landelijke, 1ste provinciale, 2de provinciale, 3de provinciale - Damesteam in 1ste provinciale

- De records van hoogste score en grootste puntenverschil in de Belgische eerste klasse staat sinds 27/02/1982 op naam van Toptours Aarschot, dat toen met 161-65 won van Sint-Truiden.

### De verloren play-off finale
In 1982 nam Aarschot het in de finale op tegen de eeuwige rivaal Sunair Oostende. Aarschot verloor met 78-67.

### Vroegere namen & fusieclubs
- Rimelago Basket Aarschot
- Toptours Aarschot
- BBC Aarschot
- GS Gelrode

## Top Kropp, Aarschotse basketballegende
Tom Kropp is een atleet uit de Amerikaanse staat Nebraska. Tom was een speler die ontzettend veel scoorde. Gemiddeld scoorde hij 32 punten per wedstrijd. Na een passage bij University of Nebraska at Kearney speelde Kropp voor de NBA Washington Bullets & Chicago Bulls. Die laatste was het team waar later onder meer sterren als Michael Jordan, Scottie Pippen en Dennis Rodman zouden spelen. Na zijn passage in de NBA ging hij zijn geluk beproeven in Europa.
Uiteindelijk kwam Kropp in Aarschot terecht waar hij mooie jaren beleefde. Tijdens zijn laatste seizoen in Aarschot besliste de KBBB om slechts 1 Amerikaan toe te laten in 1e Nationale wat voor Tom Kropp en Toptours een zegen was want Tom scoorde in zijn laatste seizoen gemiddeld liefst 35,1 punten per wedstrijd. Een record dat nog steeds op de tabellen staat.

## Ploeg 2022-2023

### Spelers
| Nr. | Naam                    | Grootte | Geboortedatum |
| --- | ----------------------- | ------- | ------------- |
| 4   | Sebastiaan Stuyven      |         |               |
| 5   | Tim Bollen              |         |               |
| 7   | Guus Saevels            |         |               |
| 8   | Tim Jeanquart           |         |               |
| 9   | Louis Baertsoen         |         |               |
| 10  | Thomas Verheyden        |         |               |
| 11  | Tom Jacobs              |         |               |
| 12  | Sander Van Ginderachter |         |               |
| 15  | Klaas Saevels           |         |               |
| 22  | Mario Brown             |         |               |
| 33  | Robrecht Erven          |         |               |
| 41  | Gilles Deferm           |         |               |
|     | Ian Louis               |         |               |

## Bekende oud-spelers
| - Johan Geleyns - Bo Ellis - Tom Kropp - Jim Stack - Ken Smith |